# San Jacinto (California)
San Jacinto è una città degli Stati Uniti d'America, situata nella Southern California, nella contea di Riverside. Il suo nome deriva da Giacinto di Cesarea.